# Pteléa (ort i Grekland, Grekiska fastlandet)
Pteléa (Ptelea, Kokia, Pyrgos) är en ort i Grekland.   Den ligger i prefekturen Fthiotis och regionen Grekiska fastlandet, i den centrala delen av landet, 180 km nordväst om huvudstaden Aten. Pteléa ligger 236 meter över havet och antalet invånare är 256.
Terrängen runt Pteléa är huvudsakligen kuperad, men åt sydost är den bergig. Pteléa ligger nere i en dal. Runt Pteléa är det ganska glesbefolkat, med 25 invånare per kvadratkilometer. Närmaste större samhälle är Karpenísi, 19,5 km väster om Pteléa. Omgivningarna runt Pteléa är en mosaik av jordbruksmark och naturlig växtlighet.